# Austria na Zimowych Igrzyskach Olimpijskich 1972
Austrię na Zimowych Igrzyskach Olimpijskich 1972 reprezentowało 40 zawodników.

## Zdobyte medale
| Medal  | Zawodnik              | Dyscyplina            | Konkurencja          |
| ------ | --------------------- | --------------------- | -------------------- |
| Zloto  | Beatrix Schuba        | Łyżwiarstwo figurowe  | singiel kobiet       |
| Srebro | Annemarie Moser-Pröll | Narciarstwo alpejskie | gigant slalom kobiet |
| Srebro | Annemarie Moser-Pröll | Narciarstwo alpejskie | zjazd kobiet         |
| Brąz   | Heinrich Messner      | Narciarstwo alpejskie | zjazd mężczyzn       |
| Brąz   | Wiltrud Drexel        | Narciarstwo alpejskie | supergigant kobiet   |

## Skład kadry

### Biegi narciarskie
Mężczyźni
| Zawodnik                                                   | Konkurencja        | czas                | Pozycja             |
| ---------------------------------------------------------- | ------------------ | ------------------- | ------------------- |
| Heinrich Wallner                                           | Bieg na 15 km      | 49:17,97            | 38.                 |
| Herbert Wachter                                            | Bieg na 15 km      | 49:44,13            | 42.                 |
| Herbert Wachter                                            | Bieg na 30 km      | 1:44:45,67          | 33.                 |
| Heinrich Wallner                                           | Bieg na 30 km      | 1:48:05,42          | 48.                 |
| Josef Hauser                                               | Bieg na 30 km      | Nie ukończył biegu  | Nie ukończył biegu  |
| Herbert Wachter Josef Hauser Ulli Öhlböck Heinrich Wallner | Sztafeta 4 × 10 km | Nie ukończyli biegu | Nie ukończyli biegu |

### Bobsleje
Mężczyźni
| Osada | Zawodnik                                                          | Konkurencja | Ślizg 1 | Ślizg 2 | Ślizg 3 | Ślizg 4 | Łącznie | Pozycja |
| ----- | ----------------------------------------------------------------- | ----------- | ------- | ------- | ------- | ------- | ------- | ------- |
| AUT-1 | Herbert Gruber Josef Oberhauser                                   | Dwójki      | 1:16,48 | 1:16,34 | 1:14,44 | 1:14,34 | 5:01,60 | 8.      |
| AUT-2 | Werner Delle Karth Fritz Sperling                                 | Dwójki      | 1:16,99 | 1:17,91 | 1:15,84 | 1:14,61 | 5:05,70 | 13.     |
| AUT-1 | Herbert Gruber Utz Chwalla Josef Eder Josef Oberhauser            | Czwórki     | 1:11,20 | 1:12,46 | 1:11,11 | 1:11,00 | 4:45,77 | 6.      |
| AUT-2 | Werner Delle Karth Werner Moser Walter Delle Karth Fritz Sperling | Czwórki     | 1:11,58 | 1:12,46 | 1:11,16 | 1:11,46 | 4:46,66 | 7.      |

### Kombinacja norweska
Mężczyźni
| Zawodnik     | Konkurencja   | Bieg narciarski | Bieg narciarski | Bieg narciarski | Skoki narciarskie | Skoki narciarskie | Skoki narciarskie | Skoki narciarskie | Skoki narciarskie | Skoki narciarskie | Skoki narciarskie | Skoki narciarskie | Łącznie | Pozycja |
| Zawodnik     | Konkurencja   | Czas biegu      | Pozycja         | Punkty          | Skok 1            | Nota              | Skok 2            | Nota              | Skok 3            | Nota              | Punkty            | Pozycja           | Łącznie | Pozycja |
| ------------ | ------------- | --------------- | --------------- | --------------- | ----------------- | ----------------- | ----------------- | ----------------- | ----------------- | ----------------- | ----------------- | ----------------- | ------- | ------- |
| Ulli Öhlböck | Indywidualnie | 53:59,5         | 35.             | 169,810         | 59,0              | 62,2              | 63,0              | 72,7              | 67,5              | 78,2              | 150,9             | 33.               | 320,710 | 37.     |

### Łyżwiarstwo figurowe
| Zawodnik      | Konkurencja | Nota   | Pozycja |
| ------------- | ----------- | ------ | ------- |
| Trixi Schuba  | Solistki    | 2751,5 | złoto   |
| Sonja Balun   | Solistki    | 2260,6 | 17.     |
| Günter Anderl | Soliści     | 2313,6 | 15.     |

### Łyżwiarstwo szybkie
Mężczyźni
| Zawodnik         | Konkurencja   | Konkurencja   | Konkurencja    | Konkurencja    | Konkurencja    | Konkurencja    | Konkurencja      | Konkurencja      |
| Zawodnik         | Bieg na 500 m | Bieg na 500 m | Bieg na 1500 m | Bieg na 1500 m | Bieg na 5000 m | Bieg na 5000 m | Bieg na 10 000 m | Bieg na 10 000 m |
| Zawodnik         | Czas          | Miejsce       | Czas           | Miejsce        | Czas           | Miejsce        | Czas             | Miejsce          |
| ---------------- | ------------- | ------------- | -------------- | -------------- | -------------- | -------------- | ---------------- | ---------------- |
| Otmar Braunecker | 42,14         | 23.           | 2:14,88        | 31.            |                |                |                  |                  |

### Narciarstwo alpejskie
Mężczyźni
| Zawodnik           | Konkurencja | Konkurencja | Konkurencja         | Konkurencja         | Konkurencja   | Konkurencja   | Konkurencja         | Konkurencja                 | Konkurencja                 | Konkurencja                 |
| Zawodnik           | Zjazd       | Zjazd       | Slalom gigant       | Slalom gigant       | Slalom gigant | Slalom gigant | Slalom specjalny    | Slalom specjalny            | Slalom specjalny            | Slalom specjalny            |
| Zawodnik           | Czas        | Pozycja     | Czas 1-go przejazdu | Czas 2-go przejazdu | Czas łączny   | Pozycje       | Czas 1-go przejazdu | Czas 2-go przejazdu         | Czas łączny                 | Pozycja                     |
| ------------------ | ----------- | ----------- | ------------------- | ------------------- | ------------- | ------------- | ------------------- | --------------------------- | --------------------------- | --------------------------- |
| Heini Messner      | 1:52,40     | brąz        |                     |                     |               |               |                     |                             |                             |                             |
| Werner Bleiner     |             |             | 1:34,18             | 1:41,78             | 3:15,96       | 18.           |                     |                             |                             |                             |
| Alfred Matt        |             |             |                     |                     |               |               | 58,44               | 55,24                       | 1:53,68                     | 14.                         |
| Karl Cordin        | 1:53,32     | 7.          |                     |                     |               |               |                     |                             |                             |                             |
| Josef Loidl        | 1:53,71     | 9.          | 1:36,26             | 1:38,39             | 3:14,65       | 12.           | 58,60               | Nie ukończył 2-go przejazdu | Nie ukończył 2-go przejazdu | Nie ukończył 2-go przejazdu |
| Reinhard Tritscher | 1:58,05     | 31.         | 1:32,51             | 1:39,88             | 3:12,39       | 8.            | 59,43               | Dyskwalifikacja             | Nie ukończył konkurencji    | Nie ukończył konkurencji    |
| David Zwilling     |             |             | 1:32,34             | 1:39,98             | 3:12,32       | 7.            | 57,30               | 54,67                       | 1:51,97                     | 7.                          |

Kobiety
| Zawodniczka           | Konkurencja | Konkurencja | Konkurencja               | Konkurencja               | Konkurencja                  | Konkurencja                  | Konkurencja                  | Konkurencja                  |
| Zawodniczka           | Zjazd       | Zjazd       | Slalom gigant             | Slalom gigant             | Slalom specjalny             | Slalom specjalny             | Slalom specjalny             | Slalom specjalny             |
| Zawodniczka           | Czas        | Pozycja     | Czas                      | Pozycja                   | Czas 1-go przejazdu          | Czas 2-go przejazdu          | Czas łączny                  | Pozycja                      |
| --------------------- | ----------- | ----------- | ------------------------- | ------------------------- | ---------------------------- | ---------------------------- | ---------------------------- | ---------------------------- |
| Annemarie Moser-Pröll | 1:37,00     | srebro      | 1:30,75                   | srebro                    | 47,20                        | 46,83                        | 1:34,03                      | 5.                           |
| Bernadette Rauter     | 1:39,84     | 9.          |                           |                           |                              |                              |                              |                              |
| Gertrud Gabl          |             |             | Nie ukończyła konkurencji | Nie ukończyła konkurencji | 47,80                        | Nie ukończyła 2-go przejazdu | Nie ukończyła 2-go przejazdu | Nie ukończyła 2-go przejazdu |
| Brigitte Totschnig    | 1:40,73     | 15.         |                           |                           |                              |                              |                              |                              |
| Monika Kaserer        | 1:42,59     | 30.         | 1:33,42                   | 13.                       | 47,59                        | 46,77                        | 1:34,36                      | 7.                           |
| Wiltrud Drexel        |             |             | 1:32,35                   | brąz                      | Nie ukończyła 1-go przejazdu | Nie ukończyła 1-go przejazdu | Nie ukończyła 1-go przejazdu | Nie ukończyła 1-go przejazdu |

### Saneczkarstwo
Mężczyźni
| Zawodnik                      | Konkurencja | Ślizg 1 | Ślizg 2 | Ślizg 3 | Ślizg 4 | Łącznie | Pozycja |
| ----------------------------- | ----------- | ------- | ------- | ------- | ------- | ------- | ------- |
| Manfred Schmid                | Jedynki     | 53,06   | 52,80   | 52,19   | 52,00   | 3:30,05 | 7.      |
| Josef Feistmantl              | Jedynki     | 53,18   | 53,11   | 52,52   | 52,51   | 3:31,32 | 10.     |
| Rudolf Schmid                 | Jedynki     | 54,33   | 53,93   | 52,74   | 52,76   | 3:33,76 | 16.     |
| Franz Schachner               | Jedynki     | 54,67   | 54,38   | 53,40   | 53,17   | 3:35,62 | 23.     |
| Manfred Schmid Ewald Walch    | Dwójki      | 44,92   | 44,83   |         |         | 1:29,75 | 7.      |
| Rudolf Schmid Franz Schachner | Dwójki      | 45,37   | 45,31   |         |         | 1:30,68 | 9.      |

Kobiety
| Zawodnik            | Konkurencja | Ślizg 1 | Ślizg 2 | Ślizg 3 | Ślizg 4 | Łącznie | Pozycja |
| ------------------- | ----------- | ------- | ------- | ------- | ------- | ------- | ------- |
| Angelika Schafferer | Jedynki     | 46,00   | 46,41   | 45,94   | 45,71   | 3:04,06 | 11.     |
| Antonia Mayr        | Jedynki     | 46,15   | 46,36   | 45,97   | 46,12   | 3:04,60 | 14.     |
| Margit Graf         | Jedynki     | 46,89   | 46,92   | 46,25   | 46,23   | 3:06,29 | 16.     |

### Skoki narciarskie
Mężczyźni
| Konkurencja            | Skoczek          | Skok 1    | Skok 1 | Skok 2    | Skok 2 | Nota  | Pozycja |
| Konkurencja            | Skoczek          | odległość | Nota   | odległość | Nota   | Nota  | Pozycja |
| ---------------------- | ---------------- | --------- | ------ | --------- | ------ | ----- | ------- |
| Skocznia normalna K-86 | Rudi Wanner      | 77,0      | 104,4  | 74,0      | 100,6  | 205,0 | 26.     |
| Skocznia normalna K-86 | Reinhold Bachler | 73,5      | 100,3  | 73,5      | 101,3  | 201,6 | 29.     |
| Skocznia normalna K-86 | Max Golser       | 73,0      | 95,5   | 73,5      | 100,3  | 195,8 | 36.     |
| Skocznia duża K-110    | Reinhold Bachler | 88,5      | 88,9   | 89,5      | 90,3   | 179,2 | 24.     |
| Skocznia duża K-110    | Max Golser       | 86,0      | 84,9   | 78,0      | 68,7   | 153,6 | 43.     |
| Skocznia duża K-110    | Rudi Wanner      | 79,0      | 69,6   | 83,0      | 82,7   | 152,3 | 46.     |